# Belle qui tiens ma vie
Belle qui tiens ma vie is een pavane, gecomponeerd door Thoinot Arbeau (1520-1595). Deze staat opgetekend in Arbeau's werk Orchésographie, dat verscheen in 1589.

De tekst bezingt de schoonheid van de geliefde, die het gehele leven van de minnaar doet veranderen. Hoewel hij zijn ziel vrij van passie zou willen houden, is het nu de liefde die regeert.

## Tekst

### In het Middelfrans
Het lied kent zeven coupletten, en de tekst - in Middelfranse dialect van de regio Langres - is als volgt:
Belle qui tiens ma vie
Captive dans tes yeusse,
Qui m'as l’âme ravie
 D'un sourire gracieusse,
 Viens tôt me secourir
 Ou me faudra mourir.
Pourquoi fuis-tu mignarde
 Si je suis près de touai,
 Quand tes yeux je regarde
 Je me perds dedans mouai,
 Car tes perfections
 Changent mes actions.
Tes beautés et ta grâce
 Et tes divins propos
 Ont échauffé la glace
 Qui me gelait les os,
 Et ont rempli mon cœur
 D'une amoureuse ardeur.
Mon âme voulait être
 Libre de passions,
 Mais Amour s'est fait maître
 De mes affections,
 Et a mis sous sa loi
 Et mon cœur et ma foi.
Approche donc ma belle
 Approche, toi mon bien,
 Ne me sois plus rebelle
 Puisque mon cœur est tien.
 Pour mon mal apaiser,
 Donne-moi un baiser.
Je meurs mon angelette,
 Je meurs en te baisant.
 Ta bouche tant doucette
 Va mon bien ravissant.
 À ce coup mes esprits
 Sont tous d'amour épris.
Plutôt on verra l'onde
 Contre mont reculer,
 Et plutôt l'œil du monde
 Cessera de brûler,
 Que l'amour qui m'époint
 Décroisse d'un seul point.

### In het hedendaags Nederlands
De vertaling naar het hedendaags Nederlands is ongeveer als volgt:
 Jij, schone, die mijn leven
 gevangen houdt in je ogen.
 Jij die mijn ziel verrukt hebt
 met je bevallige glimlach.
 Kom me snel verlossen
 anders moet ik nog sterven.
 Waarom ontwijk je mij
 als ik in jouw nabijheid ben.
 Als ik in jouw ogen kijk
 verlies ik me in mijzelf,
 want jouw volmaaktheid
 verandert mijn handelen.
 Jouw schoonheid en je gratie
 en je wijze woorden
 hebben het ijs gesmolten
 dat mijn beenderen bevroor
 en hebben mijn hart gevuld
 met de gloed van de liefde.
 Mijn ziel wilde
 vrij van hartstocht zijn
 maar de liefde heeft bezit genomen
 van mijn gemoed.
 En heeft zowel mijn hart als mijn geloof
 onderworpen aan haar wetten.
 Kom mij nabij, mijn schone
 Kom mij nabij, mijn geliefde
 Wees niet langer koppig
 want mijn hart is het jouwe.
 Geef me een kus
 om mijn ongeduld te verzachten.
 Ik sterf, mijn engeltje
 Ik sterf als ik je kus
 want jouw zo zoete mond
 kan mij betoveren.
 Met deze aanraking is mijn geest
 geheel door liefde gegrepen.
 Eerder zullen de stromen
 zich in de bergen terugtrekken
 en eerder zal het oog van de wereld
 geen licht meer geven
 dan dat de liefde, die me gegrepen heeft
 zelfs maar een klein beetje vermindert.
Een zingbare bewerking van een aantal strofen zou kunnen zijn:
 Schoonheid, mijn hele leven 
 ligt in je oogopslag 
 't Mooiste geschenk gegeven: 
 de warmte van je lach.
 Kom, red me uit de nood
 of ik vind dra de dood.
 Waarom, mijn liefste, vlucht je,
 als ik dicht bij je sta?
 Want bij jouw minste zuchtje
 Vergeet ik dat ‘k besta.
 Want jouw perfect gezicht
 daarvoor ben ik gezwicht.
 Wees toch niet zo verlegen
 kom dichterbij, mevrouw.
 Stribbel niet langer tegen
 Mijn hart behoort aan jou.
 Verlicht mijn pijn en blus
 mijn hartzeer met een kus. 
```
:
 (Vertaling Gudrun Rombaut)
```

## Heden
Het lied staat tegenwoordig vaak op het repertoire van (amateur)gezelschappen die zich toeleggen op oude muziek.